# Det Administrative Bibliotek
Det Kgl. Biblioteks service for centraladministrationen, (tidligere navn  Det Administrative Bibliotek (DAB)), var Det Kgl. Biblioteks særlige service for ansatte i centraladministrationen, det vil sige for ansatte i ministerier, departementer og styrelser samt underliggende institutioner. Alle ansatte i centraladministrationen kunne benytte sig af bibliotekets tilbud.
Biblioteket havde som formål at understøtte kvalitet og effektivitet i centraladministrationens arbejde ved at stille relevante materialer, målrettet service og specialviden til rådighed.
Biblioteket postede nyheder om bibliotekets services på LinkedIn samt via nyhedsbreve.

## Bibliotekets trykte og elektroniske samling
Der var adgang til den trykte og elektroniske samling i bibliotekets base.
Bibliotekets trykte samling af bøger og tidsskrifter dækkede de fagområder, der er af fælles interesse for centraladministrationen. De centrale områder var især forvaltning, jura, statsret, økonomi, organisation og personaleadministration, samt materiale vedrørende generel og aktuel samfundsbeskrivelse.
Ansatte i departementer og styrelser havde online adgang til en del licensbelagte udenlandske elektroniske bøger og tidsskrifter, som dækkede de enkelte fagområder i ministerierne.
Samlingen indeholdt også rapporter, betænkninger og andre publikationer udgivet af departementer, styrelser og direktorater i trykt og elektronisk form. De elektroniske udgivelser fik tilføjet en permanent url, for at sikre fremtidig adgang
Biblioteket havde en meget omfattende lovsamling, der består af lovgivning helt tilbage fra 1660, samt lovforberedende dokumenter fra 1849 og håndbøger i tilknytning hertil.
Det Kgl. Bibliotek gav adgang til en indscannede udgave af forarbejder til Grundloven af 1849 samt udvalgte forarbejder til Retsplejeloven af 1916..
I bibliotekets base findes en liste med links til elektroniske versioner af samtlige nummererede kommissionsbetænkninger samt udvalgte ældre betænkninger.

## Adgang til DABs samling
Der var adgang til DABs samling på 4. etage i Diamanten, og bibliotekets materialer kan frit anvendes af alle på læsesalen. Kun personer, der var oprettet som låner ved Det Administrative Bibliotek, kunne hjemlåne.

## Bibliotekets historie
Det Kgl. Biblioteks service for centraladministrationen begynder sin historie som bibliotek for Socialministeriet. Dette sker i forbindelse med den kgl. resolution af 23. april, 1924 om ordningen af de danske ministeriers arbejdsområder. Den 8. juli, 1940 bliver biblioteket også bibliotek for Arbejdsministeriet, da det lægges sammen med Socialministeriet.
Biblioteket har til huse i Slotsholmsgade 10 indtil 1967, hvor det får tilbudt lokaler i den nye ministerialbygning i Slotholmsgade 12.
I 1976 bliver det besluttet, at biblioteket skal fungere som fælles bibliotek for hele centraladministrationen og der iværksættes i den forbindelse, en undersøgelse af benyttelsen af biblioteket og behovet for en udbygget dokumentationstjeneste. Arbejds- og Socialministeriernes Bibliotek bliver dermed pr. 1. januar 1979 til Det Administrative Bibliotek (DAB) og overføres administrativt til Administrationsdepartementet.
I 1989 bliver biblioteket åbnet for offentligheden, som kan benytte biblioteket på særlige vilkår. Biblioteket skal fortsat først og fremmest tilgodese centraladministrationens behov.
I 1995 bliver det i forbindelse med en omstrukturering af Finansministeriet besluttet at biblioteket overføres til Forskningsministeriet. Efterfølgende ændres biblioteket status til en selvstændig institution og knyttes organisatorisk til Styrelsen for Videregående Uddannelser.
Pr. 1. januar 2017 bliver biblioteket flyttet fra Uddannelses- og Forskningsministeriet til Kulturministeriets område og bliver i den forbindelse lagt sammen med Det Kongelige Bibliotek. Som følge af sammenlægningen flytter biblioteket fra Slotsholmsgade til Diamaten i 2018, hvor brugerne betjenes fysisk og elektronisk fra samlingen på 4 etage.
Pr. 1. juni 2023 skifter biblioteket navn til: Det Kgl. Biblioteks service for centraladministrationen.

## Opgavebortfald
Regeringen har indgået en aftale om at reducere udgifterne til administration. Denne beslutning fremgår af finanslovforslag 2025, som fjerner statslig administration svarende til cirka 1.000 årsværk. 
Som følge heraf ophører Det Kgl. Biblioteks Service for Centraladministrationen 1. januar 2025. Denne beslutning har været omdiskuteret, da fagforeningen DM mente, at der ikke var tale om en administrativ funktion, idet opgaven var at yde biblioteksfaglig service til bl. a. ministerierne.

## Hvad betyder det for brugerne fra centraladministrationen?
Opgavebortfaldet omfatter alle services rettet specifikt til centraladministrationen, herunder:
- Mailservice
- Lån og forsendelse af bøger
- Fjernadgang til licensbaserede ressourcer med dit login

Det er stadig muligt at benytte Det Kgl. Bibliotek som privat bruger eller som firma, institutionslåner og statslig myndighed. Vær opmærksom på, at disse brugertyper har forskellige regler og gebyrer. 